# Худолій Марта Савівна
Ма́рта Са́вівна Худолі́й (1892, село Веприн, тепер Радомишльського району Житомирської області — 25 березня 1964, село Веприн Радомишльського району Житомирської області) — українська радянська діячка, новатор сільськогосподарського виробництва, ланкова колгоспу «Перше травня» Радомишльського району Житомирської області. Герой Соціалістичної Праці (26.02.1958). Депутат Верховної Ради УРСР 4—6-го скликань.

## Біографія
Народилася у вересні 1892 року у селянській родині. Отримавши початкову освіту, вступила у місцеву сільськогосподарську артіль, а у 1929 році очолила рільничу ланку колгоспу імені Петровського села Веприн, яка славилася високими врожаями картоплі на малородючій землі Житомирщини.
За отримання в 1937 році урожаю бульб картоплі 746 центнерів, а у 1938 році — 800 центнерів з гектара ланкова була нагороджена орденом Леніна. Член ВКП(б) з 1940 року.
Після німецько-радянської війни продовжувала працювати ланковою колгоспу «Перше травня» села Веприн Радомишльського району Житомирської області. Застосовуючи квадратно-гніздовий метод посадки картоплі і інші досягнень агрономічної науки, ланка Худолій щорічно отримувала високі урожаї картоплі. 
Указом Президії Верховної Ради СРСР від 26 лютого 1958 року за особливі заслуги в розвитку сільського господарства і досягнення високих показників із виробництва зерна, цукрового буряка, м'яса, молока та інших продуктів сільського господарства і впровадження у виробництво досягнень науки і передового досвіду ланкова Худолій Марта Савівна удостоєна звання Героя Соціалістичної Праці з врученням ордену Леніна і золотої медалі «Серп і Молот». 
У наступні роки ланка Худолій, яку вона очолювала більше 30 років, продовжувала отримувати високі урожаї картоплі, льону-довгунця та інших технічних культур. 
Обиралася делегатом XXII з'їзду КПРС (1961). Була членом наукової ради Радомисльської сільськогосподарської дослідної станції Житомирської області. 

## Нагороди
- Герой Соціалістичної Праці (26.02.1958)
- два ордени Леніна (7.02.1939, 26.02.1958)
- ордени
- медалі